# Cantonul Ancy-le-Franc
Cantonul Ancy-le-Franc este un canton din arondismentul Avallon, departamentul Yonne, regiunea Burgundia, Franța.

## Comune
- Aisy-sur-Armançon
- Ancy-le-Franc (reședință)
- Ancy-le-Libre
- Argentenay
- Argenteuil-sur-Armançon
- Chassignelles
- Cry
- Fulvy
- Jully
- Lézinnes
- Nuits
- Pacy-sur-Armançon
- Perrigny-sur-Armançon
- Ravières
- Sambourg
- Stigny
- Villiers-les-Hauts
- Vireaux